# Von Beckedorff
Von Beckedorff is een geslacht waarvan leden sinds 1840 tot de Pruisische adel behoren.

## Geschiedenis
In 1840 werd dr. Ludolph von Beckedorff, heer van Grünhoff (1778-1858), pedagoog en publicist, verheven in de Pruisische adel. In 1963 ontstond een band met de Belgische adel door een huwelijk met jkvr. Elinor (Duits: Edle) von Scheibler (1936), telg uit het geslacht Von Scheibler.
In 2014 waren er nog 12 mannelijke telgen in leven, de laatste geboren in 2008.

## Enkele telgen
Clemens von Beckedorff, heer van Grünhoff (1896-1945), majoor der reserve
- Dr. Ludolf von Beckedorff (1932-2013), landbouwdirecteur; trouwde in 1963 met de Belgische jkvr. Elinor (Duits: Edle) von Scheibler (1936)
  - Clemens von Beckedorff (1964), koopman en chef de famille